# Kunów (jezioro)
Kunów – jezioro we wschodniej Polsce, na Nizinie Południowopodlaskiej, w obrębie Wysoczyzny Lubartowskiej. Należy do grupy Jezior Firlejowskich, leży niecałe 1,5 km od jeziora Firlej. Maksymalna głębokość jeziora wynosi 3,6 m.
Wykorzystywane jest gospodarczo (jako zbiornik hodowlany) i rekreacyjnie. Zarybiane gatunkami takimi jak węgorz, sandacz, karp, 
karaś, czy lin. Posiada wody niskiej jakości. Nad brzegami jeziora znajdują się dwie miejscowości – Kunów i Zagrody Łukówieckie oraz pola uprawne.